# James Michel
James Alix Michel (Mahé, 16 de agosto de 1944) es un empresario y político seychellense que ejerció como tercer presidente de la República de las Seychelles entre 2004 y 2016. Previamente ocupó el cargo de vicepresidente desde su creación en 1996, así como otros puestos ministeriales previos durante la presidencia de France-Albert René (1977-2004). Fue un destacado dirigente del Frente Progresista del Pueblo de Seychelles, renombrado como Partido Popular (Parti Lepep o PL) durante su presidencia.
Luego de un breve tiempo dedicándose a la enseñanza, Michel trabajó en una empresa de telecomunicaciones durante la década de 1960 antes de iniciar su carrera política en el Partido Popular Unido de Seychelles, liderado por René. Ascendió en las filas de dicha formación durante los años 1970. Luego del golpe de Estado de 1977, que derrocó al presidente James Mancham (del Partido Democrático) e instauró un régimen socialista de partido único con René como jefe de Estado, Michel pasó a ocupar posiciones de liderazgo dentro del gobierno. Fue ministro de Administración Pública e Información y, desde 1989, el cargo de ministro de Finanzas, convirtiéndose en el «líder económico» de la gestión de René, período durante el cual Seychelles experimentó un importante crecimiento, el cual se vio sucedido por un período de estancamiento. Conservó la cartera incluso después de asumir la presidencia, en 2006. Con la introducción de la democracia multipartidista en el marco de un gobierno presidencial, Michel asumió como vicepresidente de la República en agosto de 1996 y fue reelegido como compañero de fórmula de René en las elecciones de 1998 y 2001. René se retiró como presidente el 14 de julio de 2004, luego de veintisiete años en el poder, y fue reemplazado por Michel, que se convirtió en el tercer jefe de Estado desde la independencia del país. Fue elegido para un mandato completo en las elecciones de 2006 y reelegido en 2011 y 2015, en las tres instancias derrotando al exsacerdote anglicano Wavel Ramkalawan, del Partido Nacional de Seychelles. Sus vicepresidentes fueron sucesivamente Joseph Belmont (2004-2010) y Danny Faure (2010-2016).
La gestión de Michel implementó reformas macroeconómicas severas que involucraron el apoyo del Fondo Monetario Internacional, buscando revertir la dependencia de Seychelles del sector turístico y combatir la creciente crisis presupuestaria. Estas medidas llevaron a la completa liberalización de las transacciones de divisas, lo que condujo a una depreciación constante de la rupia seychellense, si bien contribuyeron a la continuidad del crecimiento económico. Defendió el concepto de «economía azul», creando un departamento gubernamental para tal fin y encabezando una iniciativa de Bonos Azules, con el fin de recaudar capital para la gestión sostenible tanto de los recursos oceánicos como de la pesca. En el plano interno, la oposición continuó denunciando limitaciones a la libertad de prensa y posible manipulación electoral, al igual que durante el régimen de René. Pese a lo anterior, los comicios realizados en el país durante la presidencia de Michel fueron considerados sustancialmente libres y justos por observadores independientes. A nivel internacional, su gobierno buscó consolidar el papel de Seychelles en la escena mundial como una referencia en las causas de los estados insulares en desarrollo, en particular en el cuidado del medio ambiente y la concientización sobre el problema del cambio climático. Un acuerdo con la India para la instalación de una base militar en la isla de Asunción resultó controvertido. Asimismo, Michel enfrentó críticas por el elevado índice de corrupción percibido en el estado y su papel influyente en el sector financiero del archipiélago tanto antes como después de su llegada a la presidencia llevó a que se lo considere como uno de los principales responsables de la conversión de Seychelles en un paraíso fiscal, siéndole atribuida la frase: «Somos una nación de oportunidades».
En busca del que sería su tercer y último mandato, Michel obtuvo una ajustada victoria en la segunda vuelta en las elecciones de 2015, en las cuales superó al opositor Wavel Ramkalawan por una diferencia de solo 193 votos, lo que provocó denuncias de fraude y debilitó la legitimidad del gobierno. Los últimos meses de gobierno de Michel se caracterizaron por un aumento del descontento popular contra la desigualdad económica y la corrupción política, mientras que los partidos de la oposición se organizaron en la coalición Unión Democrática Seychellense (LDS). En ese contexto, el Partido Popular resultó derrotado en las elecciones parlamentarias de septiembre de 2016, que dieron a la LDS una mayoría absoluta de escaños. La victoria legislativa otorgó a la oposición el poder de bloquear la legislación presupuestaria y rechazar nombramientos ministeriales, lo que dejó al país al borde de la parálisis política. En ese contexto, Michel anunció su intención de renunciar dos semanas después de los comicios, e hizo efectiva su dimisión el 16 de octubre, entregando el poder a su vicepresidente Danny Faure, el cual consiguió un consenso político para gobernar en cohabitación con la legislatura de mayoría opositora.
Michel se retiró de la política y evitó mayormente emitir declaraciones relativas al escenario institucional después de su renuncia. En el año 2017 creó la Fundación James Michel para financiar y apoyar proyectos que se enfocan en la economía azul y el cambio climático.